# Kaminokawa
Kaminokawa (上三川町, Kaminokawa-machi) és una vila i municipi de la prefectura de Tochigi, a la regió de Kanto, Japó i pertanyent al districte de Kawachi. Kaminokawa és una petita vila d'activitat agricola i industrial, amb la fàbrica de Nissan, així com ciutat dormitori d'Utsunomiya, capital prefectural.

## Geografia
El municipi de Kaminokawa es troba localitzat al sud-est de la prefectura de Tochigi, aproximadament a 90 quilòmetres al nord des de Tòquio. El relleu del municipi està format per terreny pla i rius, sense muntanyes, ja que és part de la plana de Kantō. El riu Kinu passa pel municipi. El terme municipal de Kaminokawa limita amb els d'Utsunomiya al nord, Mooka a l'est i Shimotsuke al sud i a l'oest.

### Clima
Kaminokawa té un clima continental humid, caracteritzat per estius càlids i per hiverns freds i amb fortes nevades. La temperatura mitjana anual és de 13,8 graus. La mitjana anual de precipitacions és de 1.378 mil·límetres, sent el setembre el mes més humid. Les temperatures més altes les trobem a l'agost, amb una mitjana de 26,1 graus i les més fredes al gener, amb 2,4 graus.

## Història
Fins al començament de l'era Meiji, la zona on actualment es troba la vila de Kaminokawa pertanyia a l'antiga província de Shimotsuke. L'1 d'abril de 1889, amb la creació del nou sistema de municipis es van fundar els pobles de Kaminokawa, Hongo i Tako, pertanyents aleshores al districte de Haga. El 26 de desembre de 1891 el poble de Tako va ser reanomenat com a Meiji. L'1 de juliol de 1893, Kaminokawa esdevé vila. El 29 d'abril de 1955 la vila de Kaminokawa absorbeix els pobles de Meiji i Hongo.

## Política i govern

### Alcaldes
En aquesta taula només es reflecteixen els alcaldes democràtics, és a dir, des de l'any 1947. En el cas concret de Kaminokawa, des de 1955.
| Alcalde            | Inici del mandat | Fi del mandat | Partit | Partit |
| Ryūji Oguchi       | 1955             | 1967          |        | Ind    |
| Senmasa Sakurai    | 1967             | 1975          |        | Ind    |
| Munetoshi Inaba    | 1975             | 1991          |        | Ind    |
| Hiroshi Ōtsuka     | 1991             | 1995          |        | Ind    |
| Shigeo Inose       | 1995             | 2011          |        | Ind    |
| Mitsutoshi Hoshino | 2011             | -             |        | Ind    |

## Demografia
| 1920   | 1930   | 1940   | 1950   | 1960   | 1970   | 1980   |
| ------ | ------ | ------ | ------ | ------ | ------ | ------ |
| 13.961 | 15.037 | 15.881 | 19.824 | 17.766 | 18.003 | 24.597 |
| 1990   | 2000   | 2010   | 2020   | 2030   | 2040   | 2050   |
| 27.300 | 29.421 | 31.617 | 30.881 | -      | -      | -      |

## Transport

### Ferrocarril
La vila de Kaminokawa no disposa de cap estació de ferrocarril, sent les més properes les de la ciutat d'Utsunomiya.

### Carretera
- Autopista de Tōhoku
- Nacional 4 - Nacional 352